# Gueorgui Ivanov
El general major Gueorgi Ivànov Kakalov, búlgar: Георги Иванов Какалов (2 de juliol de 1940) és un antic agent militar búlgar que va ser el primer astronauta de Bulgària i també va ser membre de l'Assemblea Nacional de Bulgària (el parlament búlgar) el 1990.

## Primers anys i carrera militar
Nascut a Lòvetx, Gueorgui Kakalov va assistir a l'Escola Militar de la Força Aèria a Dolna Mitropolia. Després de completar el programa de cinc anys, va servir en l'Exèrcit del Poble Búlgar com a pilot militar. Uns quants anys més tard va esdevenir instructor i cap d'una divisió.
Tan aviat com va entrar al Programa Espacial Internacional soviètic Interkosmos el 1978, va haver de canviar el seu nom familiar a Ivanov, perquè el seu cognom original Kakalov ocasionalment tenia connotacions negatives en rus. Després d'una formació intensiva, Ivanov va ser seleccionat per la quarta missió sota el programa Interkosmos.

## Programa Interkosmos
Ivanov, juntament amb l'astronauta soviètic Nikolai Rukavishnikov, va ser llançat al espai formant part de la missió Soiuz 33 des del Cosmòdrom de Baikonur el 10 d'abril de 1979, a les 17:34 (GMT). El programa científic pel vol, així com part de l'equipament van ser preparats completament per científics búlgars.
Tot i que l'enlairament va ser suau, la missió va ser un desastre, produint-se danys severs del motor que impedien l'acoblament en òrbita a l'estació espacial Saliut 6 com estava planejat inicialment. Un retorn prematur a Terra va esdevenir l'única decisió possible per a Ivanov i Rukavishnikov tot i que, a causa d'algun problema tècnic addicional, l'aterratge difícilment podria resistir més de 9Gs. Quan la Soiuz 33 finalment va aterrar, es trobava a 320 quilòmetres cap al sud-est de Dzhezkazgan i havia completat 31 òrbites, i estat a l'espai durant 1 dia, 23 hores, i 1 minut. El vol va quedar com a únic exemple d'aterratge manual i així és citat en tots els manuals d'astronàutica.
A Ivanov li va ser atorgat el títol d'Heroi de la Unió soviètica el 13 d'abril de 1979. També va guanyar un doctorat en enginyeria espacial i va ser elegit a l'Assemblea Nacional i va participar en la creació de la bova Constitució democràtica de la República de Bulgària.

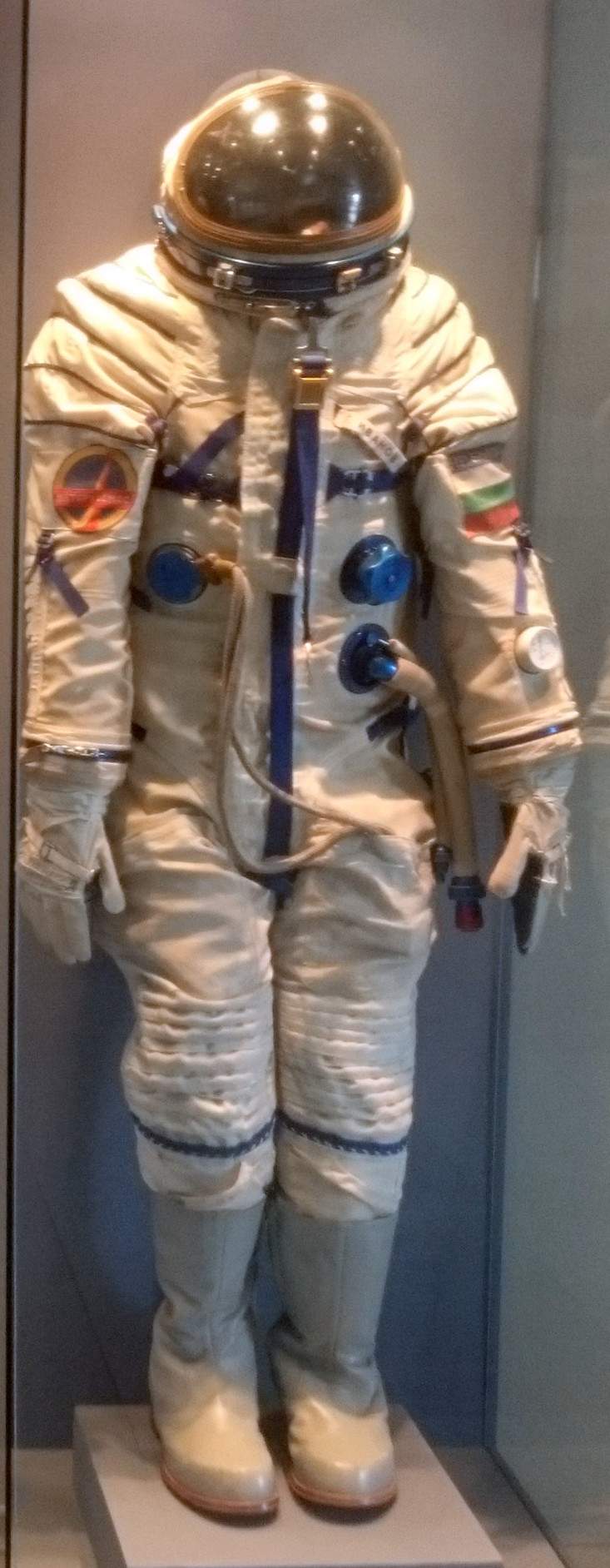
El vestit espacial de Georgi Ivanov al museu d'Aviació de Plovdiv

## Vida personal
Des de 1993, Ivanov ha estat el director executiu d'Air Sofia.
Ivanov es va casar amb Natalya Rousanova amb qui va tenir una filla, Ani (nascuda el 1967), i es van divorciar el 1982. Actualment està casat amb Lidia i tenen un fill, Ivan (nascut el 1984). Els seus hobbys inclouen esquí, pesca, i golf. Ivanov és un membre de l'ASE de les sigles en anglès Association of the Space Explorers (Associació dels Exploradors de l'Espai) i també va fundar la Fundació Futur a l'Espai (Future in Space Foundation).